# Albert Antébi

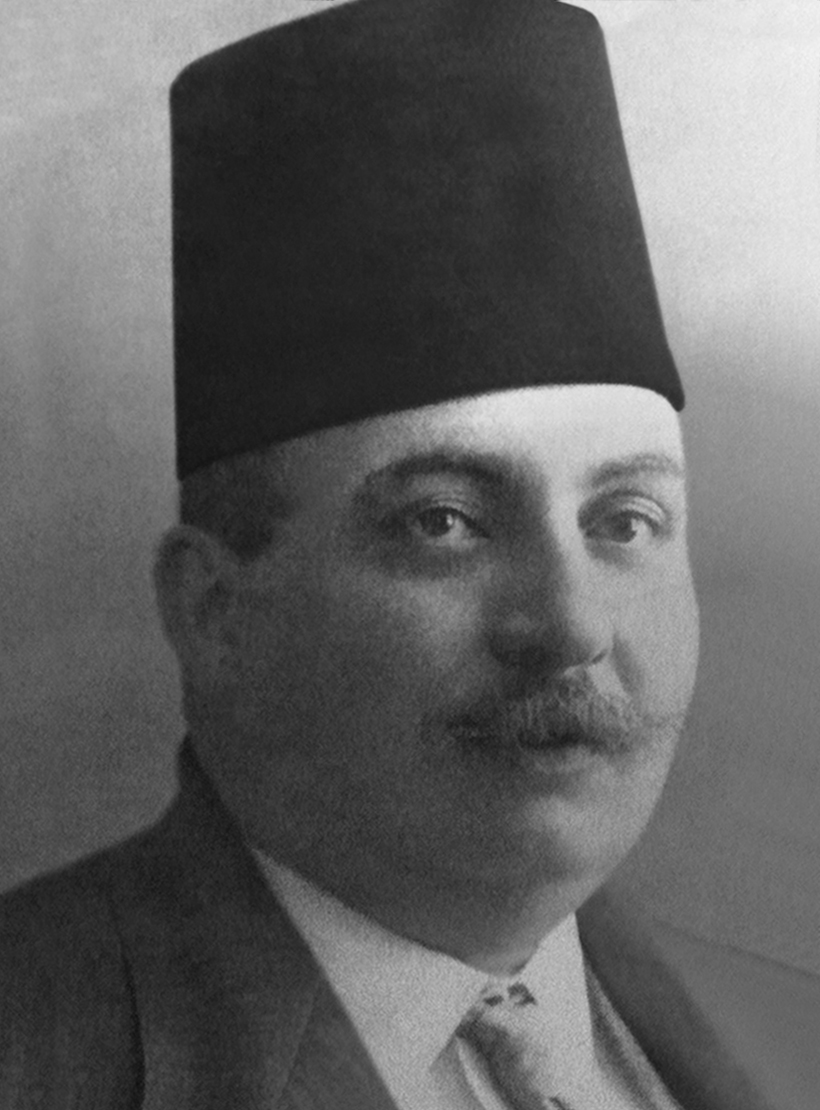
Albert Antébi (undatiert)

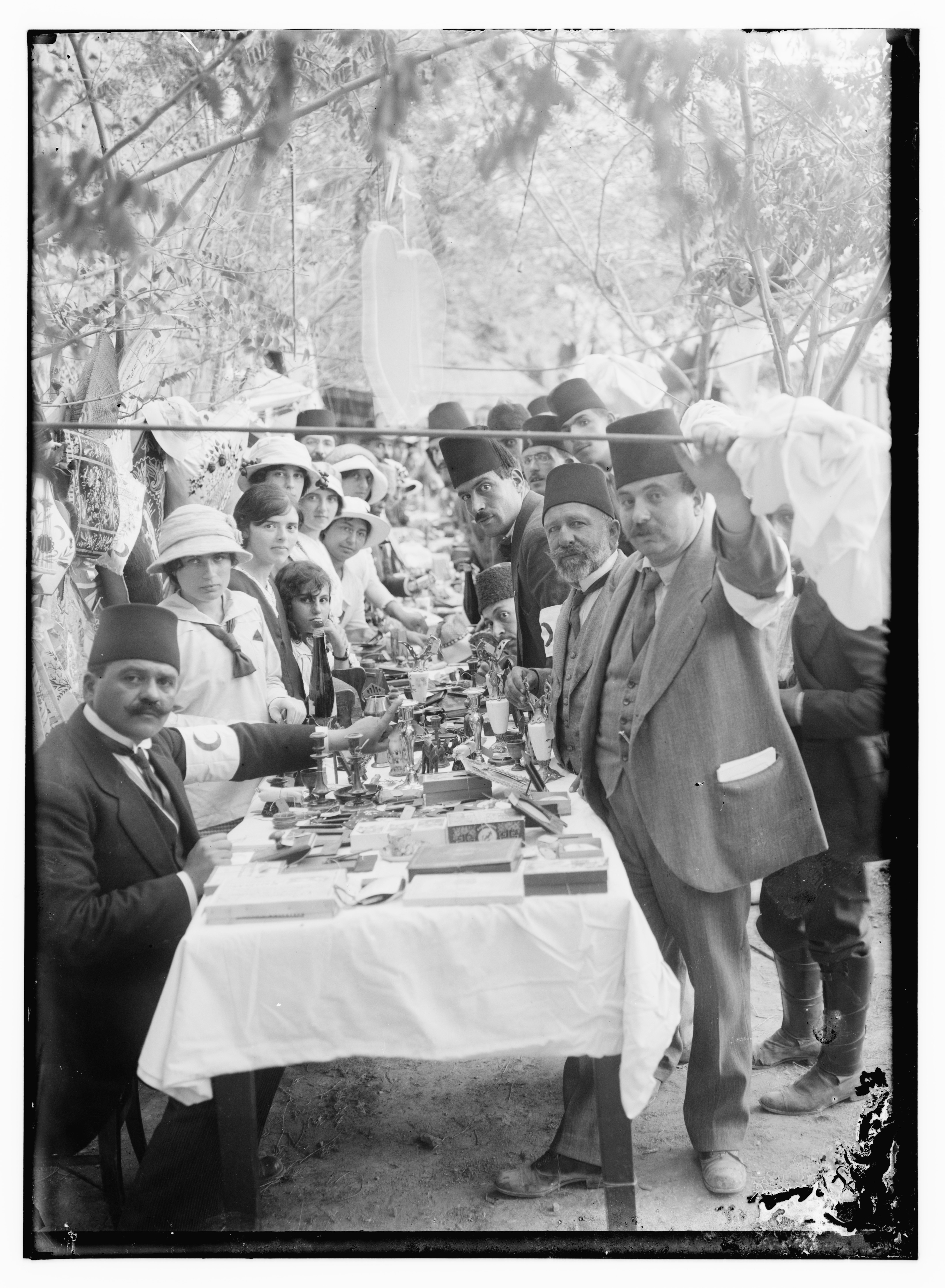
Albert Antébi (vorne rechts) bei einer Benefizveranstaltung des Roten Kreuzes im Garten der Kirche Notre-Dame de France, Matson Collection der American Colony, Jerusalem 1917

Albert-Abraham Antébi (auch Ibrahim Entaibi; geboren 1873 in Damaskus; gestorben 1919 in Istanbul) war syrischer Ingenieur und Schulleiter der Alliance Israélite Universelle in Jerusalem. Für seinen Einsatz für die Besserstellung der jüdischen Gemeinde in der Stadt erhielt er den inoffiziellen Titel „Konsul der Juden in Palästina“.

## Leben
Albert Antébi wuchs als Sohn einer jüdischen Familie in Damaskus auf und besuchte die Schule der Alliance Israélite Universelle. Im Alter von 15 Jahren ging er für seine weitere Ausbildung nach Frankreich, wo er bis zum Abschluss eines Ingenieurstudiums blieb. Nach seiner Rückkehr in die Levante ließ er sich in Jerusalem nieder und wurde Leiter der Berufsausbildung an der Alliance-Schule. Er setzte sich unermüdlich dafür ein, das Leben der Juden in der Region zu modernisieren. Seine Bestrebungen, nach der Diktion der Alliance eine „Regeneration“ der Juden, richteten sich an die altansässige jüdische Gemeinde – den „Alten Jischuv“ – und weniger an die neu eingewanderten Personen des „Neuen Jischuv“ des Zionismus, dem die Alliance sehr kritisch gegenüberstand. Am 8. Januar 1900 schrieb er an einen Freund: „Ich schätze Jerusalem für seine historische Vergangenheit, aber ich glaube nicht an seine Zukunft für unsere Nation.“ Für Antébi sollte die Stadt außerhalb von nationalen Ansprüchen stehen, wie auch ein Brief vom 29. Oktober 1900 verdeutlicht:
„Jerusalem wird seit mehreren Monaten der Mittelpunkt von Kämpfen der Nationalitäten. Wir haben bisher in Frieden gelebt. Die orientalischen [Juden] waren den ihnen ihn ihrem Glauben verbundenen Europäern für die Erleichterung dankbar, die sie ihnen in ihrer moralischen und materiellen Not brachten. Man hat den sogenannten Zionismus dazu geschaffen, die Bindungen im Judentum zu verstärken, alles was dabei herausgekommen ist, sind die Kämpfe der Nationalitäten, die daraus geboren sind.“
Antébi war bald als „Konsul der Juden in Palästina“ bekannt, hatte er sich doch vielen Leuten unersetzlich gemacht, die etwas von ihm wollten. Da er sich mit der rabbinischen Rechtsprechung des Beth Din ebenso auskannte wie mit der Scharia und dem französischen Recht, wurde er eine wichtige Stütze für den Investor Edmond de Rothschild, der sich in Palästina in der Landwirtschaft versuchte. Auch Antébis Beziehungen zum osmanischen Militär und zu der mächtigen Jerusalemer Notabelnfamilie Husseini waren eng, vertrauten sie ihm doch eine Art Patenschaft für ihren jüngsten Spross, den kleinen Mohammed Amin al-Husseini an. Weniger wohlwollend reagierten streng religiöse Juden, die Antébis Bemühungen um Berufsausbildung in einem westlichen Sinn als eine Einmischung in ihre tradierte Lebensweise empfanden. Viele lebten von Spenden der Diaspora, der Halukka, die Shadar auf Reisen nach Europa und Nordafrika einsammelten.
Antébi war der jüdische Vertreter im Jerusalemer Vorstand des Komitees für Einheit und Fortschritt, das 1908 aus 140 Personen bestand. Bei der internen Wahl erzielte er das beste Resultat, vor den fünf muslimischen und vier christlichen Vertretern, die gleichentags in den Vorstand gewählt worden waren.
Die Ankunft zionistischer Aktivisten beobachtete Antébi mit Sorge, lag ihnen doch wenig an einer Integration in die bestehende Gesellschaft. Trotzdem half er seinem Gegner David Ben-Gurion in der Not. Als sich im Ersten Weltkrieg die Palästinafront durch das Land zog, war es Antébi, der 1915 bei der osmanischen Militärverwaltung für ihn intervenierte. Ein freundschaftliches Verhältnis pflegte er aber mit dem Dominikaner Marie-Joseph Lagrange, dem Gründer der École biblique et archéologique française de Jérusalem. Durch Lagrange hatte Antébi Zugang zu den konsularischen Vertretungen in Jerusalem. Um seine Anliegen zu fördern, war Antébi ein unablässiger Briefeschreiber. Er schrieb rund 10.000 Briefe, fünf bis sechs am Tag. Weniger gut zu sprechen war Antébi auf den Versuch des Deutschen Kaiserreichs, durch aschkenasische Deutsche und ihre Organisationen in Palästina in der Region an Einfluss zu gewinnen.
Im zionistischen Geschichtsbild war für die nonkonforme Persönlichkeit Albert Antébi, der durchaus bereit war Zionisten zu helfen, weil sie Juden waren, der dem Zionismus als solches jedoch feindselig gegenüberstand, kein Platz, obwohl Antébi wesentlich dazu beitrug, dass sich zahlreiche Juden in Jerusalem niederlassen konnten. Seine Enkelin Elizabeth Antébi hat im Rahmen ihrer universitären Forschungsarbeit 1996 eine Biografie in Buchform veröffentlicht.